# Newport News
Newport News  är en stad och ett countyfritt område (independent city) i delstaten Virginia, USA med 180 150 invånare (2000). Staden är belägen vid Hampton Roads och där finns Newport News Shipbuilding.

## Kända personer
- Brandon Lowe – Basebollspelare
- Ella Fitzgerald – Jazzsångerska